# Krasnyj Klin (rejon bolszesołdatski)
Krasnyj Klin (ros. Красный Клин) – wieś (ros. деревня, trb. dieriewnia) w zachodniej Rosji, w sielsowiecie bolszesołdatskim rejonu bolszesołdatskiego w obwodzie kurskim.

## Geografia
Miejscowość położona jest 8 km od centrum administracyjnego sielsowietu bolszesołdatskiego i całego rejonu (Bolszoje Sołdatskoje), 64 km od Kurska.
W granicach miejscowości znajdują się ulice: Mira, Chutorskaja.

## Demografia
W 2010 r. miejscowość zamieszkiwały 63 osoby.